# البانو ورومينا باور
البانو ورومينا باور (بالإيطالية: Al Bano e Romina Power)‏ ثنائي لموسيقى البوب الإيطالية تشكل في عام 1975 من الزوجين، المتزوجين آنذاك، ألبانو كاريسي ورومينا باور. حقق الثنائي نجاحًا كبيرًا في إيطاليا وأوروبا طوال الثمانينيات وأوائل التسعينيات. من أشهر أغانيهم:
- السعادة Felicità

- شرازان Sharazan
- أنت فقط أنت Tu, soltanto tu
- سيكون ذلك Ci sarà
- دائما دائما Sempre sempre
- حرية Libertà

كانت تسجيلات الثنائي بشكل أساسي باللغة الإيطالية وأصدر الثنائي أيضًا عددًا كبيرًا من التسجيلات باللغتين الإسبانية والفرنسية. شارك الثنائي مرتين في مسابقة الأغنية الأوروبية Eurovision Song Contest وحقق نجاحًا معتدلًا وقام بأداء خمس مرات في مهرجان سانريمو الموسيقي Sanremo Music Festival، وفاز في عام 1984 بأغنية «سيكون ذلك Ci sarà».
قام الزوجان أيضًا بتصوير سبعة أفلام، بناءً على أغانيهم، بين عامي 1967 و 1984. انفصل الاثنان بالطلاق في عام 1999، ولكن تم لم الشمل بشكل احترافي فقط في عام 2013.

## وصلات خارجية
- البانو ورومينا باور على موقع IMDb (الإنجليزية)
- البانو ورومينا باور على موقع ميوزك برينز (الإنجليزية)
- البانو ورومينا باور على موقع أول ميوزيك (الإنجليزية)
- البانو ورومينا باور على موقع ديسكوغز (الإنجليزية)
- البانو ورومينا باور على موقع Allmusic
- البانو ورومينا باورعلى موقع Imdb
- البانو ورومينا باور على موقع Imdb